# Ptychadena nana
Ptychadena nana es una especie de anfibio anuro de la familia Ptychadenidae.

## Distribución geográfica
Esta especie es endémica de las tierras altas del este del valle del Gran Rift, en el centro de Etiopía. Se encuentra entre los 2000 y 3000 m sobre el nivel del mar en las montañas Arrussi y en las montañas Bale.

## Publicación original
- Perret, 1980 : Sur quelques Ptychadena (Amphibia, Ranidae) d'Ethiopie. Monitore Zoológico Italiano. Nuova Serie, Supplemento, Firenze, vol. 13, p. 151-168.[4]